# 右顧左眄
| ウィキペディアには「右顧左眄」という見出しの百科事典記事はありません（タイトルに「右顧左眄」を含むページの一覧/「右顧左眄」で始まるページの一覧）。 代わりにウィクショナリーのページ「右顧左眄」が役に立つかもしれません。 |